# Adolf Martignoni
Adolf Martignoni (* 28. Juli 1909 in St. Moritz; † 7. Februar 1989 in St. Moritz) war ein Schweizer Eishockeyspieler italienischer Abstammung. Sein Bruder Arnold war Eishockeytorwart, sein Bruder Reto ebenfalls Eishockeyspieler.

## Karriere
Adolf Martignoni nahm mit der Schweizer Eishockeynationalmannschaft an den Olympischen Winterspielen 1936 in Garmisch-Partenkirchen teil und kam dort im Spiel gegen Italien zum Einsatz. Auf Vereinsebene spielte er, so wie seine Brüder Arnold und Reto, für den EHC St. Moritz.